# Народный артист Таджикской ССР
«Народный артист Таджикской ССР» (тадж. Артисти Халқии РСС Тоҷикистон) — почётное звание, установлено 28 марта 1941 года. Присваивалось Президиумом Верховного Совета Таджикской ССР выдающимся деятелям искусства, особо отличившимся в деле развития театра, музыки и кино.
Присваивалось, как правило, не ранее чем через пять лет после присвоения почётного звания «заслуженный артист Таджикской ССР» или «заслуженный деятель искусств Таджикской ССР». Следующей степенью признания было присвоение звания «Народный артист СССР».
Впервые награждение состоялось в 1941 году — обладателем этого звания стала Азимова, Азиза — актриса, балерина.
Последним награждённым в 1989 году стал Худоназаров, Давлатназар — кинорежиссёр, оператор.
С распадом Советского Союза в Таджикистане звание «Народный артист Таджикской ССР» было заменено званием «Народный артист Таджикистана», при этом за званием сохранились права и обязанности, предусмотренные законодательством бывших СССР и Таджикской ССР о наградах.

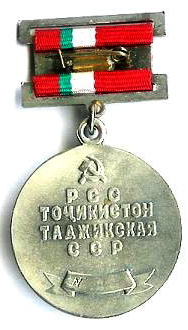
Нагрудный знак «Народный артист Таджикской ССР» (реверс)